# 乌云网事件
乌云网事件（WooYun Incident）是指中国最大的漏洞报告平台乌云网于2016年7月19日晚上无预警的无法连网、提供服务并在7月20日凌晨贴出服务升级公告以及相关人员被中国警察带走调查的一个重大网络事件。自2016年7月20日起，乌云网仅显示一张“乌云及相关服务升级公告”的图片，并附言 “与其听信谣言，不如相信乌云”。截至2021年3月10日，该网站依旧展示升级公告，无法访问。
《财新网》援引消息人士称，包括创始人方小顿在内的乌云网数名团队成员于2016年7月19日被警方带走。但前乌云合伙人杨蔚辟谣称是谣言，并表示“谣言止于智者”。7月19日晚，新浪微博大V“互联网那些事”爆料称乌云网被连锅端，高层全部被警方拷走。
台湾《iThome电脑报周刊》推测称，乌云网关站和中国政府关系甚密，最有可能与
该平台上的黑客揭露中国统战部的系统漏洞有关，它泄露了国家机密，踩到了中国政府的底线。

## 外界评论
乌云网事件震动了中国舆论界，国际媒体也关注此事件。
7月29日，位于美国纽约的中文媒体《多维新闻网》对此事件发表评论称，乌云网的运营模式自诞生之日起就一直行走在灰色地带，这次危机正是这一灰色地带的风险爆发所致。该媒体称有人怀疑此次乌云网停摆是遭到了报复。
8月1日，《国际财经时报》英国版报道了这一事件，该媒体称，乌云网相关人员表示，既没有行政程序，也没有事先通知逮捕。并指出中国社会出现了几个猜测性分析，例如，乌云网在测试漏洞时可能涉嫌访问未经授权访问的政府网络。
8月1日，美国《华尔街日报》北京分社副社长乔希·钦（Josh Chin）对此事件发表评论称，“中国白帽黑将迎来黑暗时代”，并称中国越来越多的所谓的道德黑客（ethical hacker）担心受到政府的打压。
8月2日，台湾《iThome电脑报周刊》对此事件发表评论称，乌云网被关停一定和中国政府有密不可分的关系，中国政府对于网络的箝制，并没有有所松绑。并表示，从网络言论管控到思想洗脑再到人身箝制都是中国政府为了确保网络集权控管与箝制能力的有效手段。因此，乌云网事件只是中国政府箝制网络的众多事件中的一件，但绝不会是最后一件。
8月9日，公共政策智库美国外交关系协会针对乌云网事件发表评论称“中国白帽子将迎来黑暗时代”。
8月18日，中国《环球时报》英文版对此事件发表评论称，这些（指乌云网和漏洞盒子）关闭动作引发了更多的混乱，因为很多人认为，如果没有善意的黑客失去了良性的管道，一些人可能会变成邪恶的黑客。